# Australian Transport Safety Bureau
 (septembre 2024).

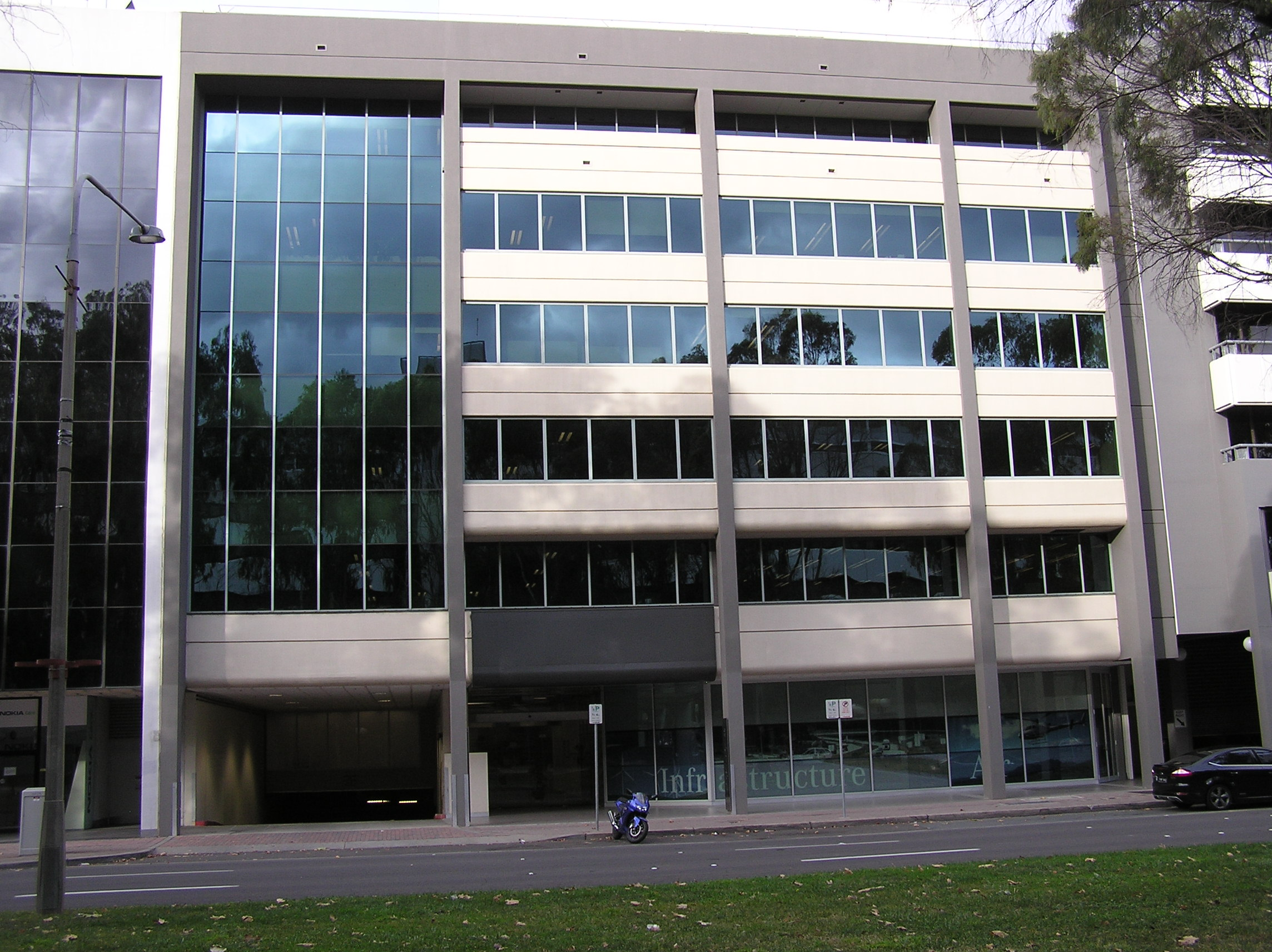
Le bâtiment 62 Northbourne Avenue a le siège de l'ATSB

L'Australian Transport Safety Bureau (ATSB), en français : « Agence australienne de sécurité des transports », est l'organisme australien permanent, chargé des enquêtes sur les accidents et les incidents graves en transport public et en aviation générale qui surviennent sur le territoire de l'Australie. 
L'ATSB est l'équivalent australien du NTSB américain (Conseil national de la sécurité des transports).

## Description
L'ATSB a son siège à Canberra, et a ses bureaux extérieurs à Adélaïde, Brisbane, et Perth. L’ATSB compte environ 110 employés, y compris environ 60 enquêteurs d'accidents d'avions, de navires, et des chemins de fer.